# 白川村 (福岡県)
白川村（しらかわむら）は、福岡県京都郡にあった村。現在の京都郡苅田町の一部にあたる。

## 地理
行橋平野の北西部、平尾台山地と高城山の谷間の小平野に位置していた。
- 河川：白川[1]

## 歴史
- 1889年（明治22年）4月1日 - 町村制の施行により、京都郡稲光村、葛川村、鋤崎村、黒添村、法正寺村、谷村、山口村が合併して村制施行し、白川村が発足[1][2]。役場を稲光に設置[1]。
- 1922年（大正11年）- 役場を鋤崎に移転[1]。
- 1955年（昭和30年）1月1日 - 京都郡苅田町、小波瀬村と合併して苅田町が存続して廃止された[1][2]。

### 地名の由来
村内を流れる白川による。